# Bicrossers
Bicrossers (兄弟拳バイクロッサー, Kyôdai Ken Baikurossâ), é uma série de televisão japonesa do gênero Tokusatsu produzida pela Toei Company, em associação com a Ishinomori Productions. Lançada em 1985, teve 38 episódios no Japão, sendo que do episódio 35 em diante acontece uma espécie de retrospectiva da série. No Brasil, a série foi exibida na Rede Globo no início de 1991 na Sessão Aventura, além de ter seus 3 primeiros episódios lançados em VHS pela extinta Globo Video. Foi reprisada na TV Gazeta, e também voltou a passar na Globo em 1992, nas madrugadas de sexta para sábado e sábado para domingo. Todos os episódios foram exibidos, inclusive o 34, que teve exibição somente de madrugada e apenas uma única vez, fato que ocasiona confusão em muitos espectadores.
Este episódio 34 foi exibido na emissora Rede Globo conforme "Jornal do Brasil" em 02 de agosto de 1992 na madrugada de sábado para domingo às 04:00 totalmente dublado pela Hebert Richers com o nome de "Golpe Fatal" mais conhecido como "Golpe Invencível" entre os fãs da série.

## História
Bicrossers tinha um tom muito bem humorado e era direcionado ao publico mais infantil, mas isto não tira o seu lado mais dramático. A série conta a história dos irmãos Mizuno (Ken e Ginjiro), nascidos para serem heróis e que receberam de uma entidade cósmica um grande poder. Através da telepatia e dos poderes mentais, eles se comunicam entre si, conseguem ouvir os gritos a longas distancias, e se transportam para quarta dimensão, e uma vez lá eles se transformam nos Bicrossers do espaço quadridimensional como dizia o narrador em todos os episódios, e assim se tornavam Bicrosser Ken e Bicrosser Gin que unidos são os Bicrossers como eles mesmo falavam.
Os vilões da série pertencem à poderosa Organização Dester, formada pelo malvado Doutor. Q, que odeia as crianças e as maltrata para gravar seu choro, que faz com que a estatua do monstro “Demonio Gowla” cuspa jóias. Seu braço direito é a vilã muito fiel à causa Silvia. Na segunda fase, o irmão do monstro Gowla. o Demonio Gowla-Zonguer o substitui e o grupo passa a querer dominar o mundo. Também entra na série sua neta Rita, que sempre chamava o Dr. Q de vovozinho, o que o irritava. 
Os irmãos Mizuno inicialmente moravam com seus pais, a mãe deles era uma personagem que dava um tom bastante cômico, já que o pai raramente aparecia e dava um ar mais emotivo à série. Na segunda fase ele é transferido para outra cidade e a mãe vai junto. Ken e Ginjiro ficam pra terminar os estudos morando sozinhos. Outros personagens muito importantes na história são a garota Ayame e seu pai, que são donos da empresa de serviços faz-tudo “Mão na Roda”, além das crianças da vila que sempre estão se metendo em encrenca por causa dos planos de Dester.

## Personagens[3]

### Guerreiros Bycrossers
| Ator          | Personagem     | Denominação   |
| ------------- | -------------- | ------------- |
| Tetsu Kaneko  | Ken Mizuno     | Bicrosser Ken |
| Yuki Tsuchiya | Ginjiro Mizuno | Bicrosser Gin |

- Ken Mizuno/Bicrosser Ken: Um estudante que cursa engenharia na Universidade Meiwa, tem 20 anos. Seu hobby é plastimodelismo. Sendo o mais inteligente entre a dupla de heróis.

- Ginjiro Mizuno/Bicrosser Gin: Um estudante do último ano do ensino médio. É o mais novo dentre os irmãos Mizuno. Seu hobby é a computação.

### Aliados
- Ayame Takeda: Filha do dono da empresa de serviços técnicos "Mão na Roda". Após os pais de Ken e Ginjiro irem embora, ela assume o papel de empregada na residência da dupla, sempre dando "duro" nos dois.
- Daikichi Takeda: Pai de Ayame e dono da "Mão na Roda".
- Katsuko Mizuno (ep.1-14): Mãe de Ken e Ginjiro. Assumia inicialmente o papel cômico na série. Depois, ela parte para ir embora da cidade.
- Kosuke Mizuno (ep.1,5): Pai de Ken e Ginjiro. Devido trabalhar muito, pouco apareceu na série. Durante o episódio 5, foi sequestrado por Dester, mas foi salvo pelos heróis. Desconfiou sobre Ken e Ginjiro serem os heróis que lhe salvou.
- Crianças do Bairro: Aparecem com frequência na série. Sendo alvo dos planos de ataque dos vilões. Alguns ainda tiveram os nomes reconhecidos como: Ozamu(gordo), Issamu e Shijou.

### Organização Dester
- Doutor Q: Gênio do mal e o líder de Dester. Bastante ganancioso e faz de tudo para acabar com Bicrossers.
- Gowla (ep.1-14): Uma estátua com aparência de um demônio japonês vindo de outra galáxia no Planeta Serpente. Costumava cuspir diamantes quando ouvia os choros das crianças. Quando há falhas nos planos, os diamantes viram pó. Ele havia deixado de cuspir diamantes no episódio 13, daí foi descartado e expulso da Organização. Enfrenta Bicrossers tomando o corpo de Ayame, mas é destruído pelos heróis. O seu espírito volta ao planeta de origem.
- Sílvia: Braço-direito do Doutor Q e bastante fiel a ele. Muito vaidosa, como foi mostrado no episódio 10.
- Rita(14-33): Neta do Doutor Q e assume a mesma posição de comando que Sílvia. Sempre as duas entrando em conflito. Utiliza uma espada de esgrima durante as batalhas.
- Gowla Zonguer(ep.14-34): O Irmão de Gowla, vindo do Planeta Serpente. Possui a aparência de uma cabeça gigante com vários tentáculos mecânicos em cima dela. Costuma cuspir disquete com o design de um Robô Dester a partir dele.
- Homens de Preto: São os soldados andróides construídos pelo Doutor Q.
- Robôs Dester: São os robôs do dia no qual enfrentam Bicrossers. Até o episódio 14 eram criados pelo Doutor Q sozinho. Do episódio 15 em diante, teve auxílio de Gowla Zonguer na criação. Seus corpos possuem aparências bem comuns uns com os outros, geralmente o que mais diferencia é a cabeça de cada um. Alguns tem a habilidade de transformarem em seres humanos ou monstros.

## Veículos
Os Bicrossers possuem a poderosa Nave-Mãe Star Core que é a responsável pela transformação deles e de onde saem:
- Auto Aéro Crosser: É uma nave que se transforma em veiculo de terra que pode transportar a Moto Aéro Crosser, ele possui uma arma, o raio Crosser.
- Moto Aéro Crosser: Moto pilotada pelo Bicrosser Gin, tinha a capacidade de voar (neste módulo ela se fechava), podendo sair direto da nave-mãe em pleno ar ou do Auto Aéro Crosser já em terra. Além de uma moto versátil, ela também era a maior arma da dupla contra os monstros de Dester através do módulo Canhão Crosser, no qual a moto com o Bicrosser Gin ficava em cima do ombro do Bicrosser Ken, que apertava um gatilho após mirar por um monitor que se abria na moto, disparando uma poderosa rajada de raio.

## Equipamentos, Armas e Golpes[4]
As armas eram várias e cada Bicrosser tinha seu próprio arsenal:

### Ken
- Visão Crosser
- Antena Crosser
- Espada Crosser
- Pistola Crosser
- Disco Ken Crosser (alguns amarelo fino que lembram fichas de cassino e outra parecido com uma roda de caminhão de brinquedo)
- Canhão Crosser (que como já visto era a Moto Aéro Crosser de Gin)

### Gin
- Atiradeira Crosser
- Disparador Manual Crosser (sua mira era uma espécie de Visão Crosser)
- Disco Gin Crosser (um branco fino e um parecido com uma roda de caminhão de brinquedo)

### Golpes
- Pirâmide, Base Topo, Escudo Crosser (consiste em um salto dado por Gin do ombro do Ken e um poderoso soco no monstro)
- Duplo Direto Crosser (quando ambos golpeiam o inimigo ao mesmo tempo cada um com um soco)
- Golpe Costa a Costa Crosser (um encosta as costas no outro para não terem as costas desprotegidas, e também pode servir para esconder a posição de jin do inimigo afim de ocultá-lo para um golpe surpresa)
- Soco Cruzado Crosser (o braço de um irmão cruza com o do outro e juntos dão este tipo de soco duplo)
- Furacão Crosser (onde Jin gira no ar formando um furacão)

## Lista de episódios
| Número | Nome do episódio                 | Monstro(s) do episódio                                                    |
| ------ | -------------------------------- | ------------------------------------------------------------------------- |
| 01     | A Tempestade Cai Sobre os Irmãos | Demonio Gowla, Doutor Q, Silvia, e Robô Ônigan                            |
| 02     | Dr. Q Gosta de Diamantes         | Robô Gerônimo                                                             |
| 03     | Latas Vazias                     | Robô BetoMan                                                              |
| 04     | O Fracote                        | Robô Espinho                                                              |
| 05     | Papai Está em Perigo             | Robô Tengu                                                                |
| 06     | O Gatinho Virou um Brinquedo     | Robô Bastão                                                               |
| 07     | Os Frutos Vermelhos              | Robô Magnum                                                               |
| 08     | Crianças aos Montes              | Robô Darkross                                                             |
| 09     | O Anjo da Morte                  | Anjo da Morte / Robô Okauda                                               |
| 10     | Sílvia Vai Para a Cidade         | Robô Canhão                                                               |
| 11     | O Menino que Esqueceu o Irmão    | Robô Planta Megafone                                                      |
| 12     | Os Irmãos e as Mulheres          | Robô Mordomo                                                              |
| 13     | Atire em Mim, Meu Irmão          | Robô Spray                                                                |
| 14     | A Revolta do Diabo Gowla         | Rita(Possuida), Ayame(Possuida), Demonio Gowla, e Robô Boldar             |
| 15     | O Demônio Gowla-Zonguer          | Demonio Gowla-Zonguer, Robô Dester Cavaleiro Armado                       |
| 16     | Transformador de Bebês           | Robô Dester Robinder                                                      |
| 17     | Cuidado com o Perigo             | Robô Dester Cookler                                                       |
| 18     | Ayame se Torna Deusa             | Robô Dester GhenShaider                                                   |
| 19     | A Bomba                          | Robô Dester Remôvola                                                      |
| 20     | O Grande Drama                   | Robô Dester Homem-Foco                                                    |
| 21     | O Grande Perigo                  | Robô Dester Taminarion                                                    |
| 22     | O Poderoso Robô                  | Robô Dester Têmpolar                                                      |
| 23     | Flor Carnívora                   | Robô Dester Grindar                                                       |
| 24     | O Fone que Lê a Mente            | Robô Dester Sônico                                                        |
| 25     | Pesadelo na Escola               | Robô Dester Bênquiodar                                                    |
| 26     | A Busca do Tesouro               | Robô Dester Hakunedam                                                     |
| 27     | Dom se Regenera                  | Robô Dester Gôm                                                           |
| 28     | Perturbações                     | Robô Dester Obriôn                                                        |
| 29     | Luta Desesperada                 | Robôs Dester Hercules I e Hercules II                                     |
| 30     | Operação Perigosa                | Robô Dester Sishibara                                                     |
| 31     | Jin, Case Comigo                 | Robô Dester Gopagon                                                       |
| 32     | O Demônio Infantil               | Robô Dester Gorila Poderoso                                               |
| 33     | O Último Dia                     | Robô Dester Cobra-Missil, Rita, Silvia, Doutor Q, e Demonio Gowla-Zonguer |
| 34     | Golpe Fatal                      | Robô Demonio Dester Draizonger                                            |
| 35     | Crianças aos Montes              | Reprise do episódio 8                                                     |
| 36     | Transformador de Bebês           | Reprise do episódio 16                                                    |
| 37     | O Grande Drama                   | Reprise do episódio 20                                                    |
| 38     | Golpe Fatal                      | Reprise do episódio 34                                                    |

## Resumo dos Episódios Finais (33 e 34)
- O episódio 33, O Último Dia, o último episódio exibido no Brasil se inicia parecendo apenas mais um episódio comum, apareceu o irmão de Gowla-Zonguer da Quinta Galaxia da Cobra D´Água, o Robô Dester Cobra Missil, com a finalidade unica de destruir os Bicrossers. Os irmãos Mizuno acabam enfrentando o Doutor Q em pessoa e acabam  por descobrir a base secreta da organização Dester, que se encontrava dentro de um navio, após destruir a base, o “monstro” Cobra Míssil e o temível Gowla-Zonguer. Doutor. Q, Silvia e Rita conseguem fugir, em uma cena, cômica, Dr. Q caminha por uma praia  por ter perdido tudo e ter o sonho de riqueza e poder destruído, suas assistentes sem rumos, o perseguem, o que o deixa muito irritado, é a última vez que os vemos na série, já nossos amigos voltam para o seu cotidiano normal, terminando com uma cena muito estranha pra um suposto final de seriado onde mostra eles mais Ayame e as crianças da vila brincando em um chuveiro construído pelo pai da Ayame colocado no meio da rua para as crianças se refrescarem. A narração porém diz claramente "o gênio do mal Dr Q foi combatido ,mas algo terrível se aproxima dos irmãos Ken e Jingiro ,o mal esta por perto.Tenham cuidado Bicrossers " deixando bem claro que o fim não era aquele capitulo, um final de certo modo decepcionante...

- Contudo tudo se explica no inédito o episódio 34 "Golpe Fatal", ai você se pergunta, mas o episódio 33 não se chama O Último Dia? Pois bem, acontece que o episódio 34 se passa ainda no mesmo dia do episódio 33, exatamente na estranha cena do chuveiro no meio da rua que encerra o episódio anterior, aparece uma estranha figura (como todos os vilões em forma humana da série), vestida de deus grego, ele esbarra neles e deixa cair uma foto dos irmãos Mizuno, que os deixando apreensivos, eles saem à procura de pistas e são atacados de surpresa por um novo robô Dester com serpentes saindo de sua cabeça, sem chegar a se transformarem em Bicrossers eles perdem a luta e o inimigo desaparece, logo em seguida novamente com a forma humana o inimigo reaparece no Mão Na Roda e seqüestra Ayame, então os irmão Mizuno voltam para casa e analisam os acontecimentos e chegam na conclusão de que o “monstro” é na verdade o Demônio Gowla-Zongue que não foi destruído completamente na base e tomou uma forma humanoide chamada Draizonger por possuírem algumas similaridades, então eles entram pela última vez no armário “mágico” e mais uma vez enviados para o espaço quadridimensional se tornam os Bicrossers e partem para o resgate de Ayame que está em um chalé nas montanhas, contudo eles não conseguem invadir o local que possui um campo de força, utilizam praticamente todo o seu arsenal mas tudo parece inútil, então eles apelam para o Canhão Crosser que funciona, mas com um alto preço, agora a energia deles está baixa e não tem mais com o que enfrentar o terrível inimigo que muito superior facilmente os derrota. Reduzidos a humanos, eles perdem as esperanças quando de repente as forças do espaço que os transformara em Bicrossers se manifesta novamente e os re-energiza junto com a Moto Aero Crosser, os preparando para a batalha derradeira. Draizonger tem planos de destruir toda a civilização e começa destruindo algumas pedras na pedreira da Toei, até que de repente do meio da fumaça das explosões ressurgem Ken e Gin que com força total iniciam uma nova batalha, contudo o inimigo é forte e destrói a Espada Crosser e se mostra invulnerável ao Disparador Manual Crosser contudo Ken dispara a Pistola Crosser e consegue desarmar o inimigo, em seguida joga o Disco Ken Crosser que parece uma roda de brinquedo (ele também possui discos amarelos que se parecem com fichas de cassino), atordoando o monstro, é a chance de Gin usar a Moto Aero Crosser, Gin salta com ela sobre os ombros de Ken que uma vez mais dispara o Canhão Crosser, logo após a destruição do monstro robô, eles aparentemente perdem o poder que em forma de raio de luz viaja pelo céu, eles deixam o local sem perceberem que a lamina da Espada Crosser que fora destruída na batalha se restaura sozinha, mostrando que o poder dos Bicrossers ainda existe, eles socorrem Ayame que está desmaiada no bosque, Ela abraça Ken e pergunta o que houvera e ele diz que os Bicrossers a salvaram e que eles partiram, ela pergunta para onde e ele aponta para o céu, ela olha para o sol e agradece aos Bicrossers, de volta ao cotidiano, Ayame dá indícios que se tornara namorada de Ken, passa alguns clipes de alguns momentos da série enquanto o trio joga um futebol de péssima qualidade com as crianças da vila. Este final, por mais redundante que possa parecer, resolveu as pendências que o último episódio exibido no Brasil havia deixado, demonstrando assim que a série tem um final muito melhor do que parecia.

NOTA: O episódio 34 foi visto sem legendas e a falta de conhecimento da língua japonesa pode ter feito com que alguns detalhes possam ter sido interpretados erroneamente.